# Saint-Georges-Montcocq
Saint-Georges-Montcocq és un municipi francès situat al departament de la Manche i a la regió de Normandia. L'any 2007 tenia 843 habitants.

## Demografia

### Població
El 2007 la població de fet de Saint-Georges-Montcocq era de 843 persones. Hi havia 340 famílies de les quals 72 eren unipersonals (28 homes vivint sols i 44 dones vivint soles), 136 parelles sense fills, 124 parelles amb fills i 8 famílies monoparentals amb fills.
La població ha evolucionat segons el següent gràfic:
Habitants censats

### Habitatges
El 2007 hi havia 369 habitatges, 344 eren l'habitatge principal de la família, 13 eren segones residències i 12 estaven desocupats. 350 eren cases i 17 eren apartaments. Dels 344 habitatges principals, 290 estaven ocupats pels seus propietaris, 53 estaven llogats i ocupats pels llogaters i 1 estava cedit a títol gratuït; 2 tenien una cambra, 12 en tenien dues, 24 en tenien tres, 79 en tenien quatre i 227 en tenien cinc o més. 291 habitatges disposaven pel capbaix d'una plaça de pàrquing. A 156 habitatges hi havia un automòbil i a 165 n'hi havia dos o més.

### Piràmide de població
La piràmide de població per edats i sexe el 2009 era:
| Homes | Edats   | Dones |
| ----- | ------- | ----- |
| 0     | 95 o +  | 0     |
| 0     | 90 a 94 | 0     |
| 0     | 85 a 89 | 4     |
| 0     | 80 a 84 | 4     |
| 12    | 75 a 79 | 16    |
| 12    | 70 a 74 | 24    |
| 28    | 65 a 69 | 20    |
| 20    | 60 a 64 | 40    |
| 36    | 55 a 59 | 28    |
| 40    | 50 a 54 | 28    |
| 28    | 45 a 49 | 48    |
| 28    | 40 a 44 | 36    |
| 44    | 35 a 39 | 40    |
| 16    | 30 a 34 | 24    |
| 20    | 25 a 29 | 20    |
| 12    | 20 a 24 | 16    |
| 44    | 15 a 19 | 44    |
| 28    | 10 a 14 | 28    |
| 20    | 5 a 9   | 28    |
| 16    | 0 a 4   | 28    |

## Economia
El 2007 la població en edat de treballar era de 543 persones, 388 eren actives i 155 eren inactives. De les 388 persones actives 367 estaven ocupades (189 homes i 178 dones) i 21 estaven aturades (10 homes i 11 dones). De les 155 persones inactives 63 estaven jubilades, 68 estaven estudiant i 24 estaven classificades com a «altres inactius».

### Ingressos
El 2009 a Saint-Georges-Montcocq hi havia 355 unitats fiscals que integraven 891 persones, la mediana anual d'ingressos fiscals per persona era de 20.426 €.

### Activitats econòmiques
Dels 24 establiments que hi havia el 2007, 1 era d'una empresa alimentària, 3 d'empreses de construcció, 9 d'empreses de comerç i reparació d'automòbils, 1 d'una empresa de transport, 1 d'una empresa d'hostatgeria i restauració, 2 d'empreses immobiliàries, 3 d'empreses de serveis, 2 d'entitats de l'administració pública i 2 d'empreses classificades com a «altres activitats de serveis».
L'únic servei als particulars que hi havia el 2009 era un paleta.
Dels 5 establiments comercials que hi havia el 2009, 1 era una gran superfície de material de bricolatge, 1 una botiga de més de 120 m², 1 una botiga de menys de 120 m², 1 una fleca i 1 una botiga de mobles.
L'any 2000 a Saint-Georges-Montcocq hi havia 24 explotacions agrícoles que ocupaven un total de 660 hectàrees.

## Equipaments sanitaris i escolars
El 2009 hi havia una escola elemental.

## Poblacions més properes
El següent diagrama mostra les poblacions més properes.